# Мотовунский кинофестиваль
Мотовунский кинофестиваль (хорв. Motovunski filmski festival) — ежегодный международный фестиваль, основанный в 1999 году. Проводится в течение пяти — шести дней в конце июля или в начале августа в Мотовуне, Хорватия.

## История
Мотовунский кинофестиваль полностью посвящён фильмам, снятым маленькими и независимыми киностудиями. Впервые проведён в 1999 году режиссёром Райко Грличем и продюсером Борисом Матичем. Целью кинематографистов было заполнение пробела в кинопространстве Хорватии, поскольку на то время демонстрировались только голливудские фильмы. Ежегодно программа фестиваля состоит из около 70 фильмов со всего мира — от короткометражных до полнометражных, от документальных до художественных, от «партизанских» до лент совместного производства.
За время своего существования фестиваль стал популярным среди хорватской молодежи и иностранных туристов. Ежегодно во время проведения мероприятия организуется палаточный городок, который стал одной из визитных карточек фестиваля. В 2007 году газета «Гардиан» описала фестиваль как «перекрёсток между Гластонбери и Сандэнс». Его также часто называют «Вудстоком» кинофестивалей.
С 1999 года статус фестиваля значительно вырос. Сначала он считался посредственным событием для приезжих туристов, однако уже с 2007 года считается одним из двух ведущих фестивалей бывшей Югославии, после Сараевского кинофестиваля.
В 2011 году должен был состояться 13-й по счету Мотовунский фестиваль, однако из-за суеверия организаторы объявили его 14-м.

## Награды
Главная награда фестиваля — «Пропеллер Мотовуна», была названа в честь ветрогенераторов возле города. Также на фестивале присуждается премия «Мотовун онлайн», вручаемая за лучший короткометражный фильм, «от А до А» — за лучший региональный фильм (название награды — это аббревиатура "От Австрии до Албании), а также премия кинокритиков ФИПРЕССИ. В 2008 году появилась премия Маверик за выдающиеся достижения в жизни; первым, награждённым стал Кен Рассел.

## Победители

### Пропеллер Мотовуна
| Год       | Фильм                      | Режиссёр                   | Страна         |
| --------- | -------------------------- | -------------------------- | -------------- |
| 2000 (2)  | Билли Эллиот               | Стивен Долдри              | Великобритания |
| 2001 (3)  | Последнее пристанище       | Павел Павликовский         | Великобритания |
| 2002 (4)  | Кровавое воскресенье       | Пол Гринграсс              | Великобритания |
| 2003 (5)  | Любовь, сбивающая с ног    | Пол Томас Андерсон         | США            |
| 2004 (6)  | Нежный поцелуй             | Кен Лоуч                   | Великобритания |
| 2005 (7)  | Смерть господина Лазареску | Кристи Пую                 | Румыния        |
| 2006 (8)  | Смотри в оба!              | Сара Уотт                  | Австралия      |
| 2007 (9)  | Безумная земля             | Дрор Шауль                 | Израиль        |
| 2008 (10) | Безмолвный свет            | Карлос Рейгадас            | Мексика        |
| 2009 (11) | Аквариум                   | Андреа Арнольд             | Великобритания |
| 2010 (12) | Октябрь                    | Дэниел и Диего Вега Видалы | Перу           |
| 2011 (14) | Быкоголовый                | Михаэль Роскам             | Бельгия        |
| 2012 (15) | Отсрочка                   | Родриго Пла                | Уругвай        |
| 2013 (16) | Чума                       | Неус Баллус                | Испания        |
| 2014 (17) | Племя                      | Мирослав Слабошпицкий      | Украина        |
| 2015 (18) | Ни на небесах, ни на земле | Клемент Кожитор            | Франция        |
| 2016 (19) | Вива                       | Пэдди Бретнэк              | Ирландия       |
| 2017 (20) | Вестерн                    | Валеска Гризебах           | Германия       |
| 2018 (21) | Matar a Jesús              | Лаура Мора Ортега          | Колумбия       |

### ФИПРЕССИ
| Год       | Фильм                  | Режиссёр                     | Страна               |
| --------- | ---------------------- | ---------------------------- | -------------------- |
| 2001 (3)  | Ничья земля            | Данис Танович                | Босния и Герцеговина |
| 2002 (4)  | Гриль-бар «На полпути» | Андреас Дрезен               | Германия             |
| 2003 (5)  | Праздник Маргарит      | Ренато Фалькао               | Бразилия             |
| 2004 (6)  | Пять препятствий       | Ларс фон Триер и Йорген Лет  | Дания                |
| 2005 (7)  | День и ночь            | Симон Стахо                  | Швеция               |
| 2006 (8)  | Мы кормим мир          | Эрвин Вэйгенхофер            | Австрия              |
| 2007 (9)  | Холлэм Фоу             | Дэвид Маккензи               | Великобритания       |
| 2008 (10) | Слепая любовь          | Юрай Лехотски                | Словакия             |
| 2009 (11) | Аквариум               | Андреа Арнольд               | Великобритания       |
| 2010 (12) | Четырежды              | Микеланджело Фраммартино     | Италия               |
| 2011 (14) | Марта                  | Марселино Ислас Эрнандес     | Мексика              |
| 2012 (15) | Play                   | Рубен Эстлунд                | Швеция               |
| 2013 (16) | Дочь                   | Танос Анастопулос            | Греция               |
| 2014 (17) | Форс-мажор             | Рубен Эстлунд                | Швеция               |
| 2015 (18) | Маленькая волшебница   | Карлос Вермут                | Испания              |
| 2016 (19) | Хорошая жена           | Мирьяна Каранович            | Сербия               |
| 2017 (20) | Вестерн                | Валеска Гризебах             | Германия             |
| 2018 (21) | Перелётные птицы       | Кристина Гальего, Сиро Герра | Колумбия             |